# Fenomeno di Marcus-Gunn
Per fenomeno di Marcus-Gunn  in campo medico, si intende un'anomalia, autosomica dominante, a carico dell'occhio in seguito a movimento mandibolare. La si osserva principalmente nella blefaroptosi congenita autosomica dominante. Normalmente riguarda soltanto un lato del viso.

## Fisiologia
Nel particolare, se la bocca viene chiusa la palpebra si abbassa, mentre a ogni movimento della mandibola poi corrisponde l'apertura della palpebra. Tale movimento corrisponde a un esempio di sincinesia.

## Eziologia
La causa è da riscontrarsi da un'anomalia dell'innervatura dell'elevatore della palpebra.

## Terapia
L'escissione del muscolo levatore risolve il problema esteticamente.